# Sos mi hombre
Sos mi hombre es una telenovela argentina, emitida por El Trece y producida por Pol-ka Producciones. Comenzó a emitirse el 21 de agosto de 2012 y finalizó el 24 de junio de 2013, siendo una idea original de Adrián Suar, escrita por Leandro Calderone. Fue protagonizada por Luciano Castro y Celeste Cid. Coprotagonizada por Gabriel Goity, Gonzalo Valenzuela, Jimena Barón, Gimena Accardi, Victorio D'Alessandro, Felipe Colombo, Pablo Cedrón, Luz Cipriota y  Liz Solari. Antagonizada por Joaquín Furriel, Ludovico Di Santo y Eugenia Tobal. También, contó con las actuaciones especiales de Esteban Lamothe, Andrea Pietra y los primeros actores Lito Cruz y Raúl Rizzo. Y las participaciones de Osvaldo Laport (repitiendo su papel de Guido Guevara de Campeones de la vida serie de 1999,también de Pol-ka y transmitida por El Trece) y María Rosa Fugazot como actriz invitada.

## Sinopsis
Ringo (Luciano Castro), un boxeador retirado que, a pesar de haber abandonado el ring, en la actualidad se ve obligado a enfrentarse a contrincantes mucho más duros: su penosa situación económica, la decepción amorosa y la permanente lucha por la custodia de su hijo, Santino (Ian Acevedo). Sin embargo, Ringo es un luchador nato y se esfuerza por torcer el destino. Trabaja haciendo changas y además es parte del cuerpo de Bomberos voluntarios Del Delta (el barrio en donde nació y creció). Por otro lado, Camila (Celeste Cid) es una joven doctora que, a pesar de su situación acomodada, siente que su vida sólo cobra sentido al ayudar a los demás. Por eso, además de trabajar como residente en hospitales públicos, colabora en un comedor comunitario en donde asiste a los pequeños más desprotegidos.

## Premisa
La idea de realizar la tira había surgido en 2002, tras una premisa de Adrián Suar, quien tenía planeado producir la historia para ser mostrada en el horario central de El Trece. En aquel tiempo, el papel protagónico había sido ofrecido a Pablo Echarri, quien optó por no aceptar la propuesta alegando razones personales. Más tarde, en 2004, el mismo libreto había sido presentado a Facundo Arana (quien se encontraba rodando Padre coraje), pero también había rechazo el guion ya que se encontraba comprometido a otros proyectos laborales.
Luego de que el proyecto se pospusiera durante 9 años, a mediados de 2011, Suar decidió retomarlo para darle aire durante 2013, ya que antes no le sería posible, pues se encontraba ocupado en lo que serían las producciones de las temporadas 2011 y 2012, donde realizaría Herederos de una venganza y Lobo, respectivamente. Suar, se había planteado la idea de darle el papel principal a Luciano Castro (protagonista de la mencionada Herederos de una venganza y Valientes), con quien tras pasar varios meses charlando la propuesta, finalmente aceptó renovando su contrato con la productora. Para el rol protagónico femenino, se pensó desde un principio en Celeste Cid, a quien anteriormente Suar había ofrecido el papel de protagonista en Lobo, oferta que no llegó a concretarse debido a un tratamiento de rehabilitación al que la actriz se sometió. Cuando fue convocada nuevamente por Suar para formar parte del elenco, Cid decidió aceptar la nueva propuesta, dejando conformada a la pareja estelar de la historia. Celeste ya había trabajado en la productora protagonizando la serie de televisión Para vestir santos, sin embargo, no había realizado ninguna tira de formato diario desde la popular Resistiré. Ya con ambos actores confirmados, los productores se encargarían luego del resto del elenco, mientras Leandro Calderone terminaría de decidir los detalles específicos de la trama y de los personajes.
La situación por la que corría la preparación de la tira, se vio complicada cuando la producción que se encontraba al aire, Lobo debió terminar ya que estaba pautada como unitario y duró 60 capítulos. Inmediatamente, Suar apresuro la producción de Sos mi hombre, con el fin de sacarla al aire lo más antes posible. Rápidamente, los productores comenzaron a repartir los libretos a distintos actores, y asimismo se decidió confiar la dirección a Sebastián Pivotto y Martín Saban. La trama de la historia finalmente fue dada a conocer días después de completarse el elenco principal. Esta trataba sobre "un boxeador retirado quien se desempeña como bombero voluntario, y una noble muchacha doctora, quien disfruta de su vida al ayudar a los demás. El la salva de un incendio, dando inicio a la relación entre ambos". El recurso del boxeo incorporado a la trama, ya había sido utilizado por la productora en otras historias como Campeones de la vida y Sos mi vida.
Luciano Castro, quien venía de protagonizar historias con temáticas más ligadas al drama, expresó su alegría ante el nuevo proyecto por tratarse de una historia más enfocada en los géneros de comedia y romance. Así lo declaró ante la prensa: 

Me moría de ganas de hacer comedia. Si bien me siguen llamando galán, puedo hacer algo distinto del culebrón que venía trajinando. La telenovela tiene sus reglas, una forma en el decir que, aunque suele ser muy subestimada, es muy difícil de realizar. A mí me cuesta horrores hacer un melodrama. Por eso fue una gran alegría enterarme de que íbamos a hacer una comedia.

Como comúnmente sucede en las tiras diarias, el desarrollo de la trama parte desde el primer encuentro entre los protagonistas. Como consecuencia, los personajes secundarios que integran el entorno de cada uno, también son presentados a partir de este concepto, pero en diferentes contextos narrativos.
Celeste Cid interpreta a una joven doctora pediatra, que a pesar de la buena posición económica de su familia, trabaja en un hospital público y colabora en un comedor comunitario. Su personaje se llama Camila Garay.

## Elenco y personajes
- Luciano Castro como Juan José "Ringo" Di Genaro.
- Celeste Cid como Camila Garay.
- Gabriel Goity como Oscar "Oso" Villar.
- Gonzalo Valenzuela como Alejo Correa Luna.
- Ludovico Di Santo como Diego Hernán Jáuregui.
- Eugenia Tobal como Gloria Calazán.
- Jimena Barón como Rosa Montes.
- Gimena Accardi como Brenda Garay.
- Lito Cruz como Manuel Ochoa.
- Flavia Marco como "La Chichi".
- Felipe Colombo como Máximo Duarte.
- María Rosa Fugazot como Jesusa García.
- Pablo Cedrón como Damasio Flores.
- Luz Cipriota como Eva Catalina Ochoa.
- Liz Solari como Guadalupe Llorente.
- Victorio D'Alessandro como Rafael Medina/ Rafael Villar.
- Abel Ayala como Diego Armando "Guachín" Carrazco.
- Ariel Staltari como José "Pepe".
- Juan Alari como Ismael "Cachito" Delgado.
- Ian Acevedo como Santino Di Genaro.
- Adriana Salonia como Sandra Medina.
- Esteban Lamothe como Jorge Carrizo.
- Bárbara Lombardo como Juana "La Zorra" Torres.
- Raúl Rizzo como Iván Garay.
- Osvaldo Laport como Guido Guevara (personaje de Campeones de la vida).
- Andrea Pietra como Verónica Santiago.
- Joaquín Furriel como Ariel Yamil "El Turco" Nassif.
- Catherine Fulop como Violeta Argüello.
- Nacho Sureda como Javier "El Pibe" Dos Santos.
- Pablo Plandolit como Esteban "Largo" Torres.
- Flavia Marco como la Chichi.
- Goly Turilli como Elsa Domínguez.
- Viviana Puerta como Leticia.
- Betty Villar como Gladys.
- Edward Nutkiewicz como Ignacio Llorente.
- Ana María Picchio como Marta y como Mirta.
- Roly Serrano como Alfio Altúnez.
- Gastón Grande como Ricardo.
- Gabriel Almirón como el jefe de las peleas clandestinas.
- Roxana Randón como la madre falsa del "Turco".
- Pamela Rodríguez como Maribel.
- Coni Marino como Helena Ochoa.
- Fabio Aste como Hernán Guiver.
- Luly Drozdek como Cándida Flores.
- Griselda Sánchez como La Pip.
- Carlos Santamaría como Fernando "Nano" Campestrini.
- Natalia Cociuffo como Vanesa.
- Franco Rau como Andrés.
- Lucrecia Oviedo como "Bruja" Gómez.
- Claudio Gallardou como Mario "Corazón" Coraza.
- Nahuel Mutti como Juan Manuel Rossi.
- Sandra Villarruel como Lali Garzón.
- Ezequiel Tronconi como Chato.
- Luciana González Costa como Marisa Torres.
- Néstor Zacco como Augusto Correa Luna.
- Liliana Benard como Poldi.
- Jenny Williams como María Gabriela Coluci.
- Ariel Bertone como Hernán.
- Edgardo Marchiori como Benjamín Honofrio.
- Victoria Tórtora como Natalia López.
- Diego Alonso como Andrés "Garza" Garcés.
- Ivo Cutzarida como Emiliano "Facha" Vargas.
- Fernando Caride como Cardozo.
- Fito Yanelli como Lolo.
- Alfredo Castellani como Jorge Chávez.
- Tomás de las Heras como Andrés Brega.
- Julián Cavero como el vocero de la Comisión de Bomberos Voluntarios.
- Marina Glezer como Julieta Sosa.
- Ana María Castel como Sofía.
- Celina Font como Belén.
- Alejo Ortiz como Marcelo.
- Tomás Cutler como Juan Pablo.
- Agustina Attias como Sabrina.
- Gastón Ricaud como Santiago Vega.
- Luis Sabatini como Eugenio.
- Pablo Razuk como Podestá.
- Daniela Aita como Andrea Zen.
- Atilio Pozzobón como Ovidio.
- Maxi de la Cruz como Gastón.
- Santiago Vázquez como Juan "Juancito".
- Laurita Fernández como Bailarina (episodio 65)

## Recepción
Según el Grupo IBOPE, medidora oficial de índice de audiencia en la Argentina, en su debut promedió 18.4 puntos. No logró ganar su franja, ya que su competencia directa es la telecomedia Graduados que se emite por Telefe desde marzo. Fue el cuarto programa más visto de la jornada.
Con el final de Graduados, su competencia directa pasó a ser el programa de entretenimientos Minuto para ganar conducido por Marley, al que lograba vencer por 2 a 3 puntos. El 21 de enero de 2013 cambia el horario de las 21:30 (ocupado por Solamente vos, nueva ficción del canal) al de las 22:30, compitiendo directamente con Dulce amor, novela con la que pierde en audiencia por 3 puntos aproximadamente. Los viernes mantiene el horario de las 21:30, compitiendo con Minuto para ganar, al que logra ganarle.

## Premios y nominaciones
| Año  | Premio                     | Categoría                                 | Nominación                        | Resultado |
| ---- | -------------------------- | ----------------------------------------- | --------------------------------- | --------- |
| 2012 | Premios Tato 2012          | Mejor ficción diaria                      | Sos mi hombre                     | Nominado  |
| 2012 | Premios Tato 2012          | Mejor actor en ficción diaria             | Luciano Castro                    | Nominado  |
| 2012 | Premios Tato 2012          | Mejor actriz en ficción diaria            | Celeste Cid                       | Nominada  |
| 2012 | Premios Tato 2012          | Mejor actor de reparto en ficción diaria  | Gabriel Goity                     | Nominado  |
| 2012 | Premios Tato 2012          | Mejor actriz de reparto en ficción diaria | Jimena Barón                      | Nominada  |
| 2012 | Premios Tato 2012          | Mejor guion                               | Leandro Calderone                 | Nominado  |
| 2012 | Premios Tato 2012          | Mejor producción en ficción               | Sos mi hombre                     | Nominado  |
| 2012 | Premios Tato 2012          | Mejor cortina musical                     | Miénteme, por Alejandro Fernández | Nominado  |
| 2013 | Premios Martín Fierro 2012 | Mejor ficción diaria                      | Sos mi hombre                     | Nominada  |
| 2013 | Premios Martín Fierro 2012 | Actor protagonista en ficción diaria      | Luciano Castro                    | Nominado  |
| 2013 | Premios Martín Fierro 2012 | Actriz protagonista en ficción diaria     | Celeste Cid                       | Nominada  |
| 2013 | Premios Martín Fierro 2012 | Actor de reparto en ficción diaria        | Ludovico Di Santo                 | Nominado  |
| 2013 | Premios Martín Fierro 2012 | Actor de reparto en ficción diaria        | Joaquín Furriel                   | Nominado  |
| 2013 | Premios Martín Fierro 2012 | Mejor actriz de reparto en ficción diaria | Eugenia Tobal                     | Nominada  |
| 2013 | Premios Martín Fierro 2012 | Participación especial en ficción         | Osvaldo Laport                    | Nominado  |

## Versiones
- Ringo (telenovela), producida por Lucero Suárez para la cadena mexicana Televisa en 2019, protagonizada por José Ron y Mariana Torres, con una duración de 82 capítulos de una hora y manteniéndose en los primeros lugares de audiencia durante toda su transmisión.[10][10]